# کورا میک
کورا میک (انگلیسی: Cora Meek؛ ۱۸۸۹ – ۲۰۰۱) لحاف‌دوز و ابرصدسالهٔ اهل ایالات متحده آمریکا بود. آثار او در مجموعه‌های موزه هنر آمریکایی اسمیتسونین، مرکز هنرهای تاربل در دانشگاه ایلینوی شرقی و مؤسسه هنر شیکاگو گنجانده شده است.
وی جزو هنرمندان تاثیرگذار محسوب می‌شود.